# Grand Canal (Murano)
Pour les articles homonymes, voir Grand Canal.

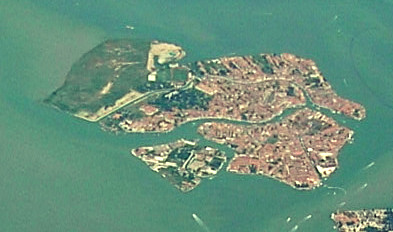
Vue aérienne du Grand Canal de Murano

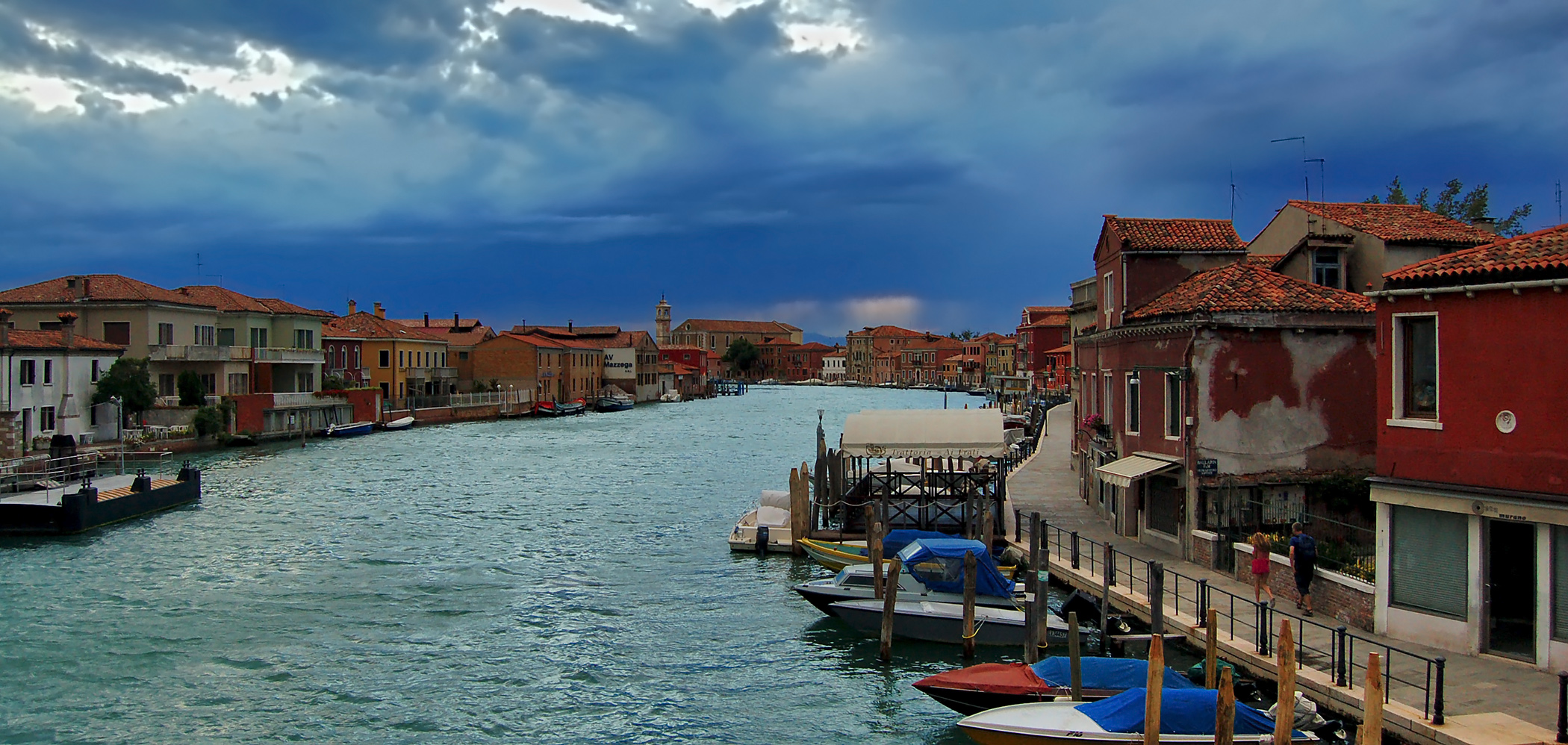
Canale degli Angeli vu du pont Vivarini

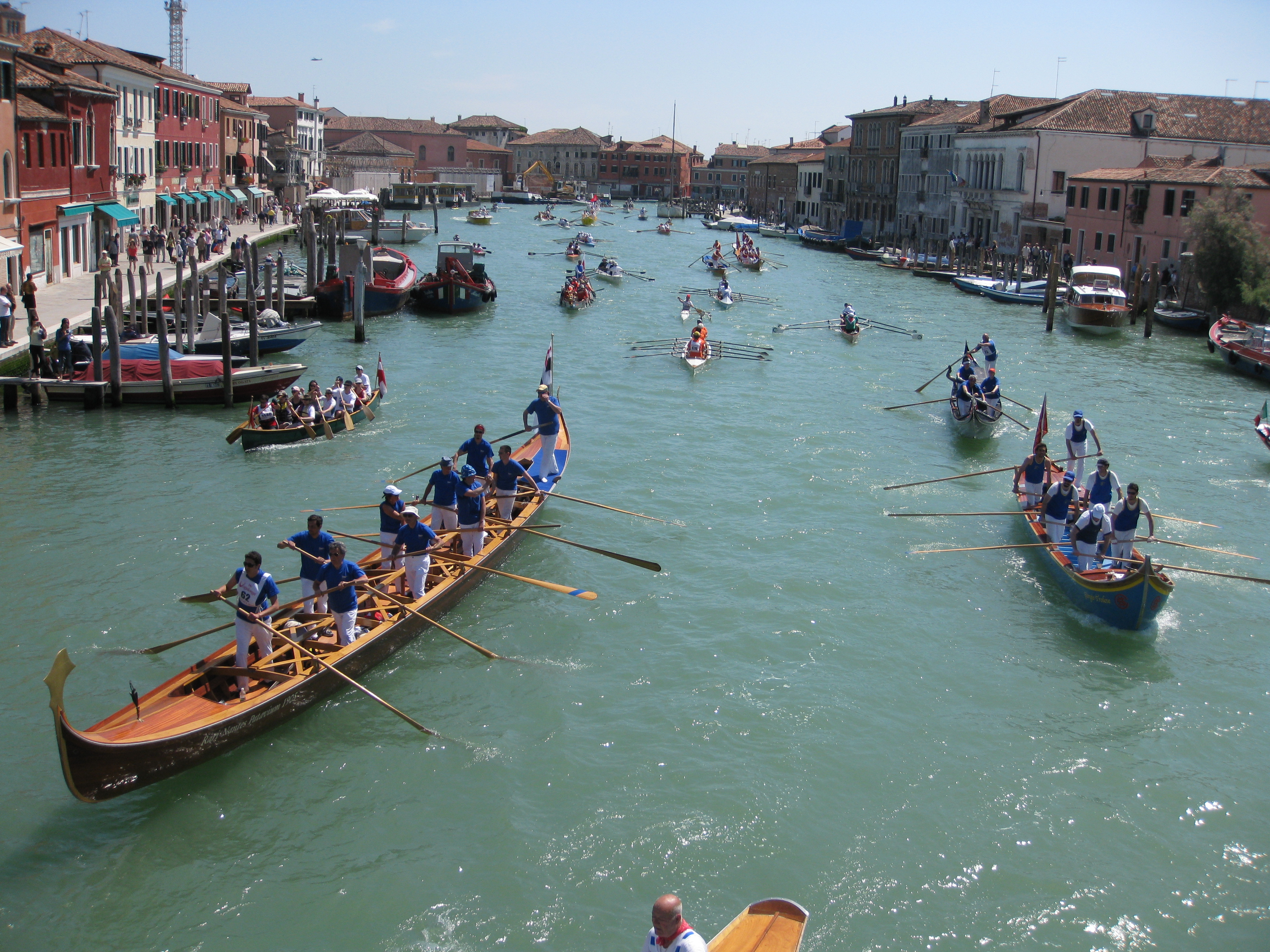
Canale Ponte Lungo vu du pont éponyme

Le Grand Canal (appelé Canal grande par les Vénitiens) est le principal canal qui traverse Murano et coupe ainsi en deux l'île. 
Le Grand Canal de Murano est divisé en trois parties (d'est en ouest) :
- Canale San Giovanni ;
- Canale Ponte Lungo ;
- Canale degli Angeli.

## Description
Ce canal entre dans Murano par l'est et le Canale Ondello, où se trouve le débarcadère des lignes lagunaires, Murano Faro. Sa première partie, le canale San Giovanni (env. 300m long; 60-70m large) pénètre Murano en sens sud-nord avant de bifurquer vers l'ouest dans le canale Ponte Lungo (env. 300m; 40m large), laissant le canale di San Donato continuer vers le nord. Le canale Ponte Lungo va ensuite rencontrer le rio dei Vetrai sur son flanc sud, avant de passer sous le ponte Lungo et de devenir le canale degli Angeli (env. 700m long; 40-150m large) et de repartir vers le nord, puis l'ouest et de rencontrer le canale Serenella sur son flanc sud et de se jeter plus loin dans la lagune à l'ouest de Murano.

### Canale San Giovanni

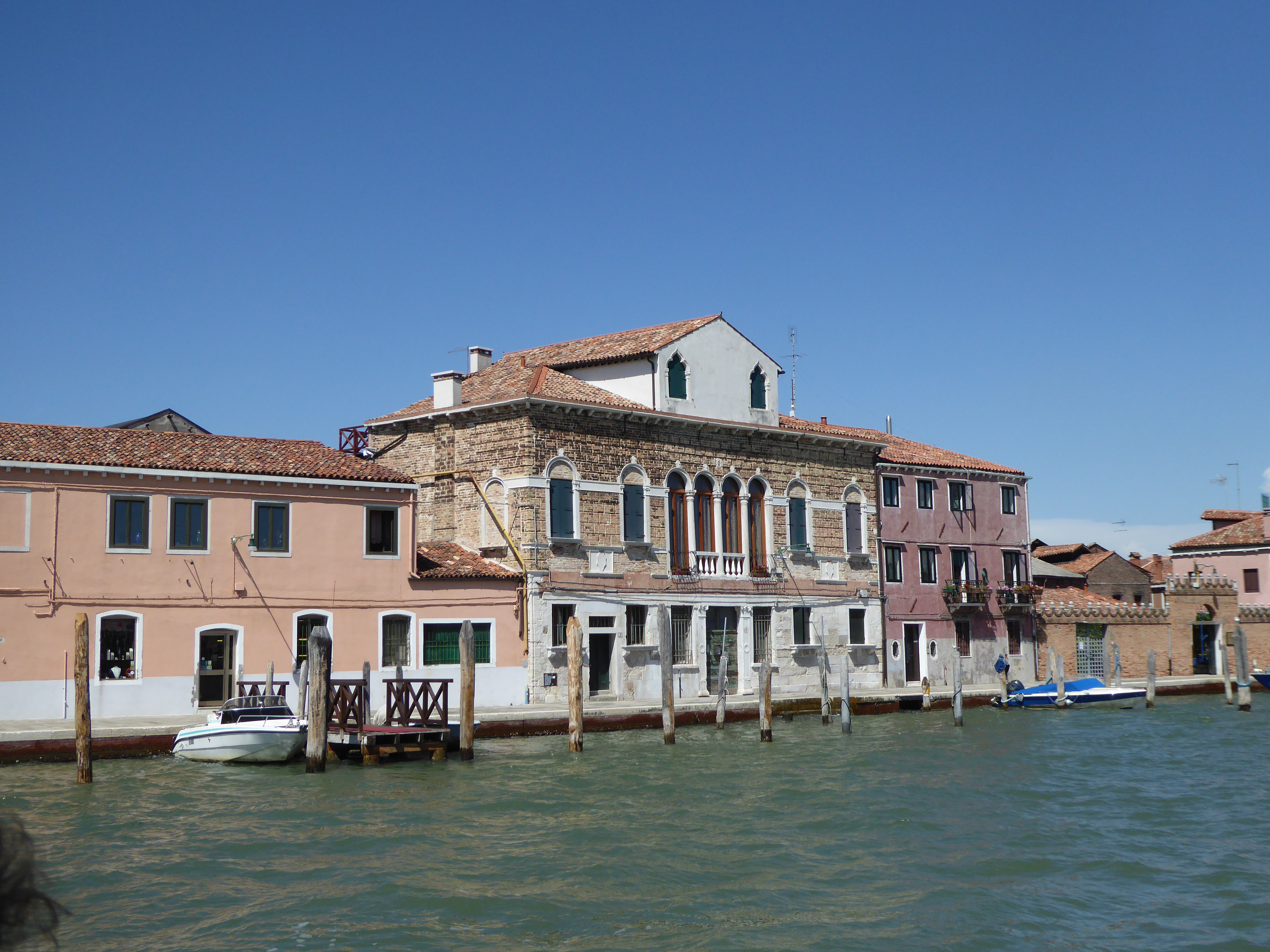
Fdta S. Giovanni dei Battuti et Ca' Soranza XVIe siècle
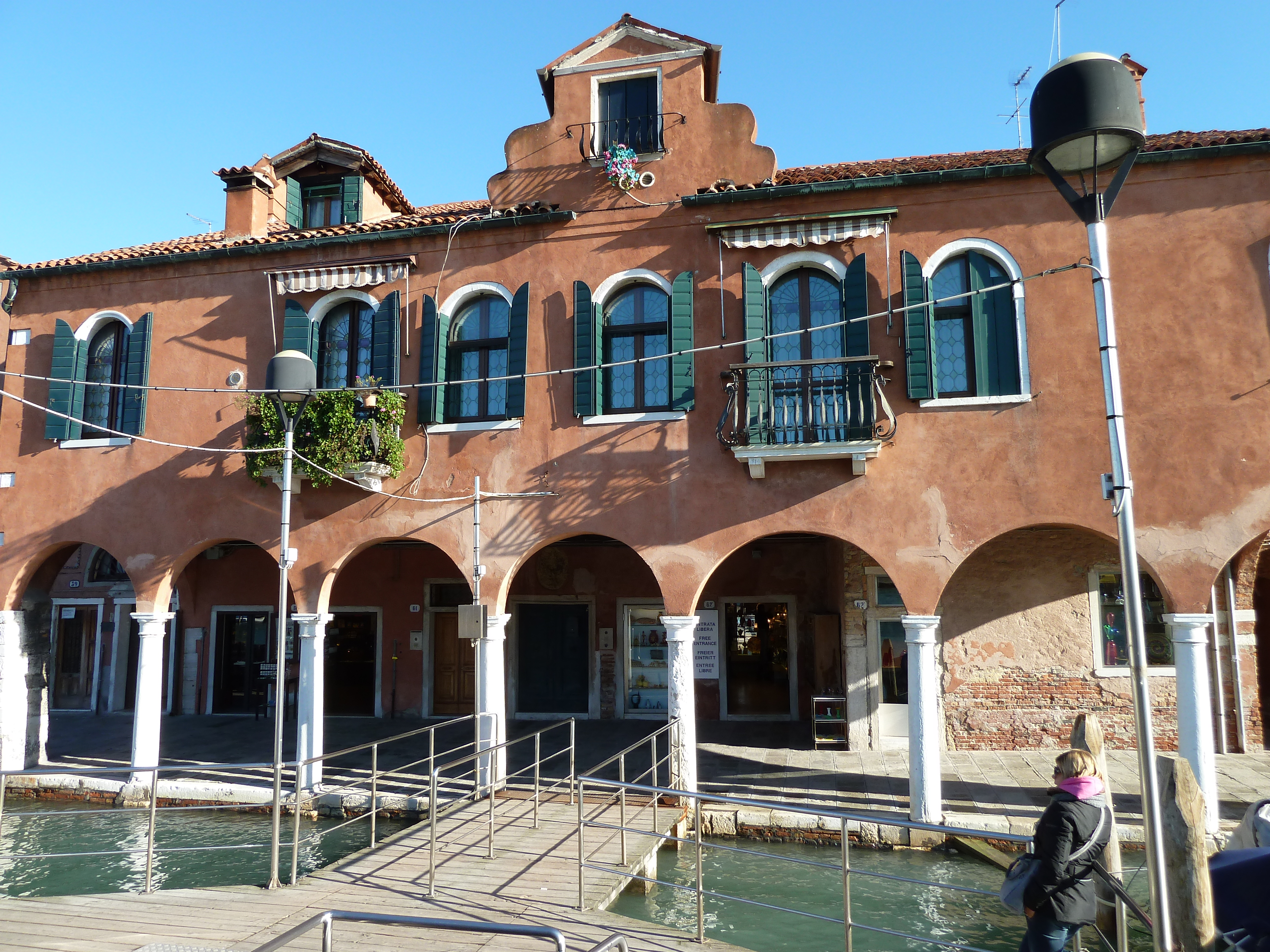
Fdta Navagero - Maison avec portico XVe siècle
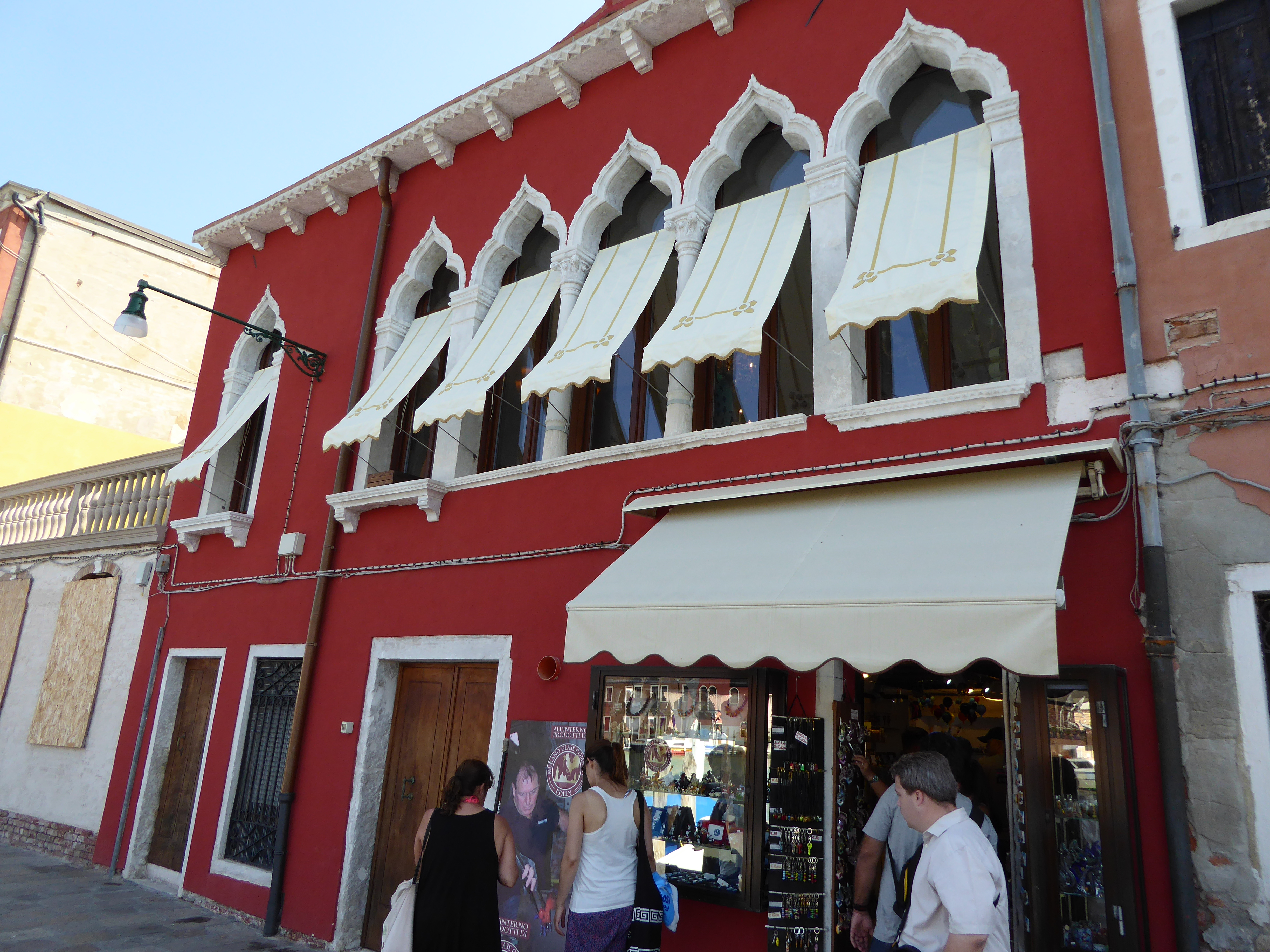
Fdta Navagero - Palazzetto XVe siècle
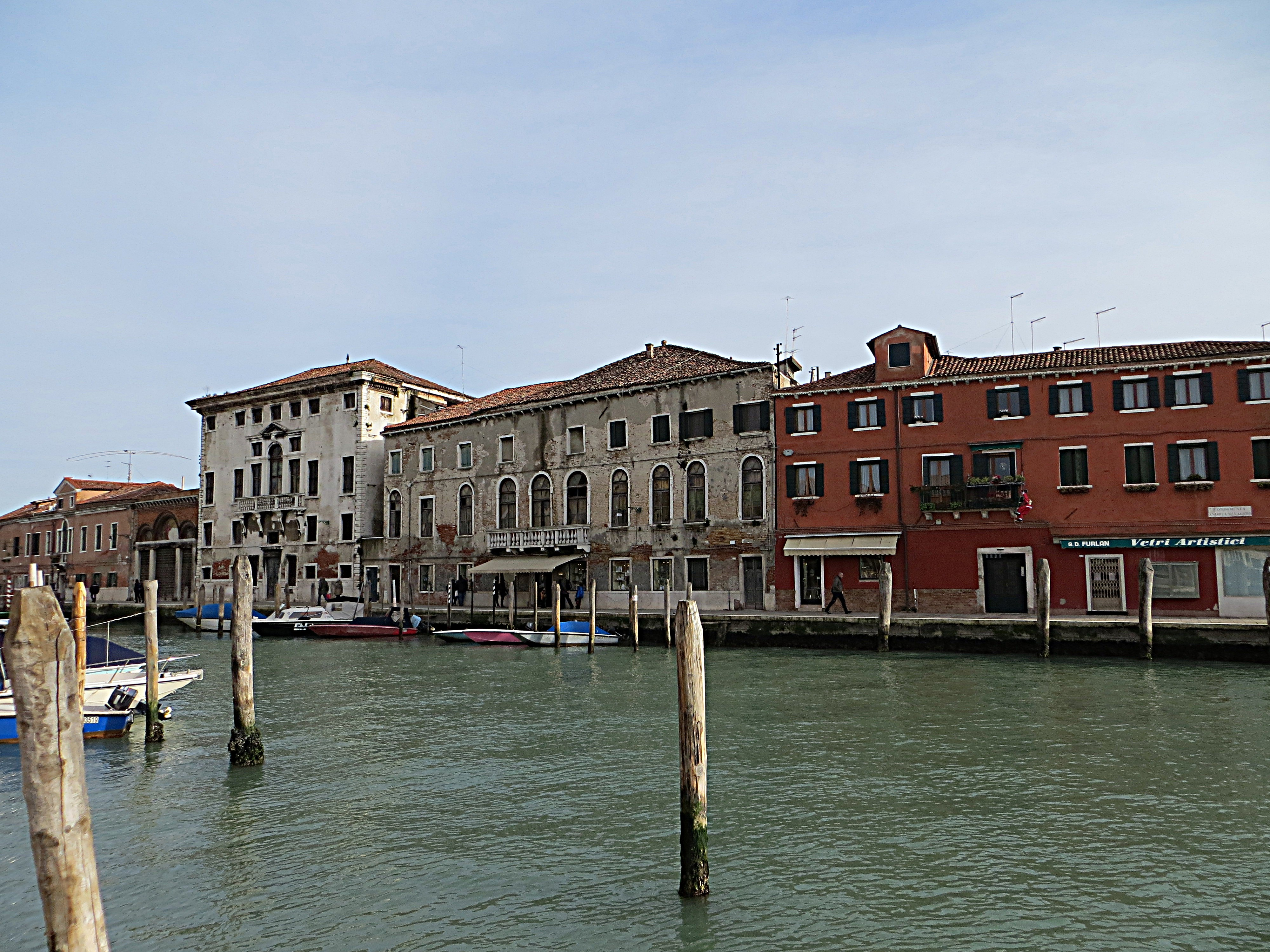
Fondmenta Navagero - vue d'ensemble

### Canale Ponte Lungo

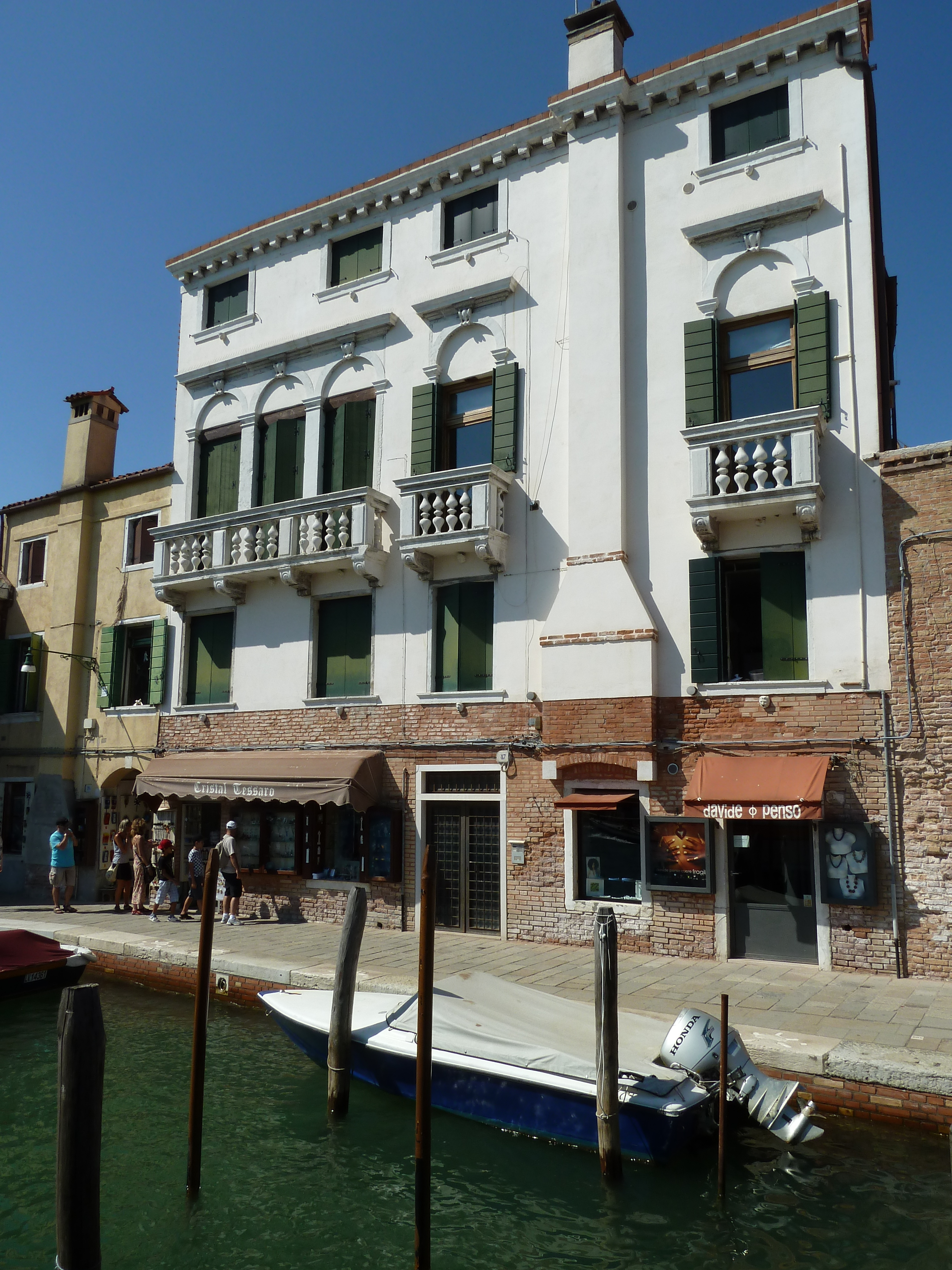
Riva Longa - Ca' Manolesso XVIIe siècle
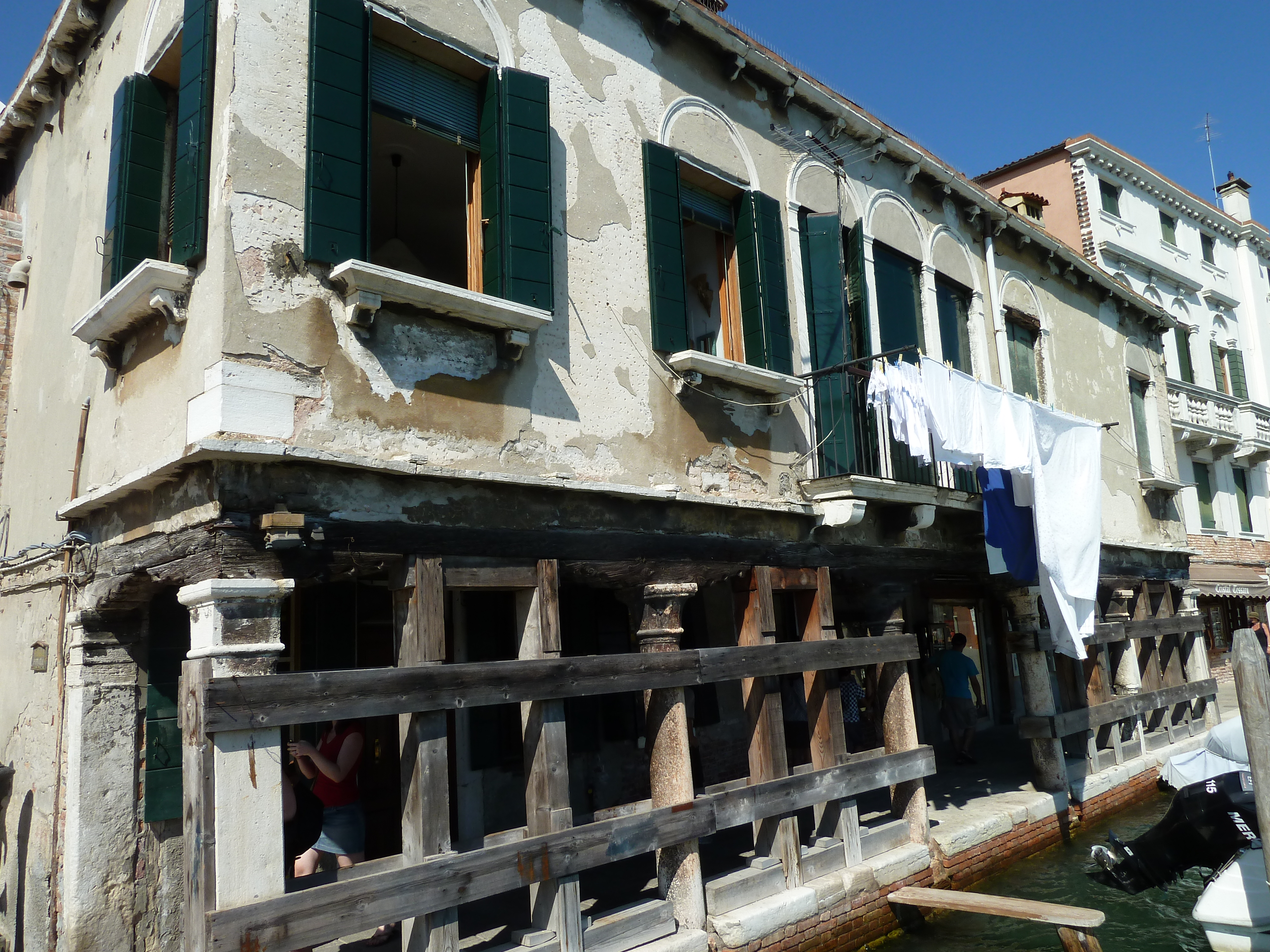
Riva Longa - Maison avec portico XIVe siècle
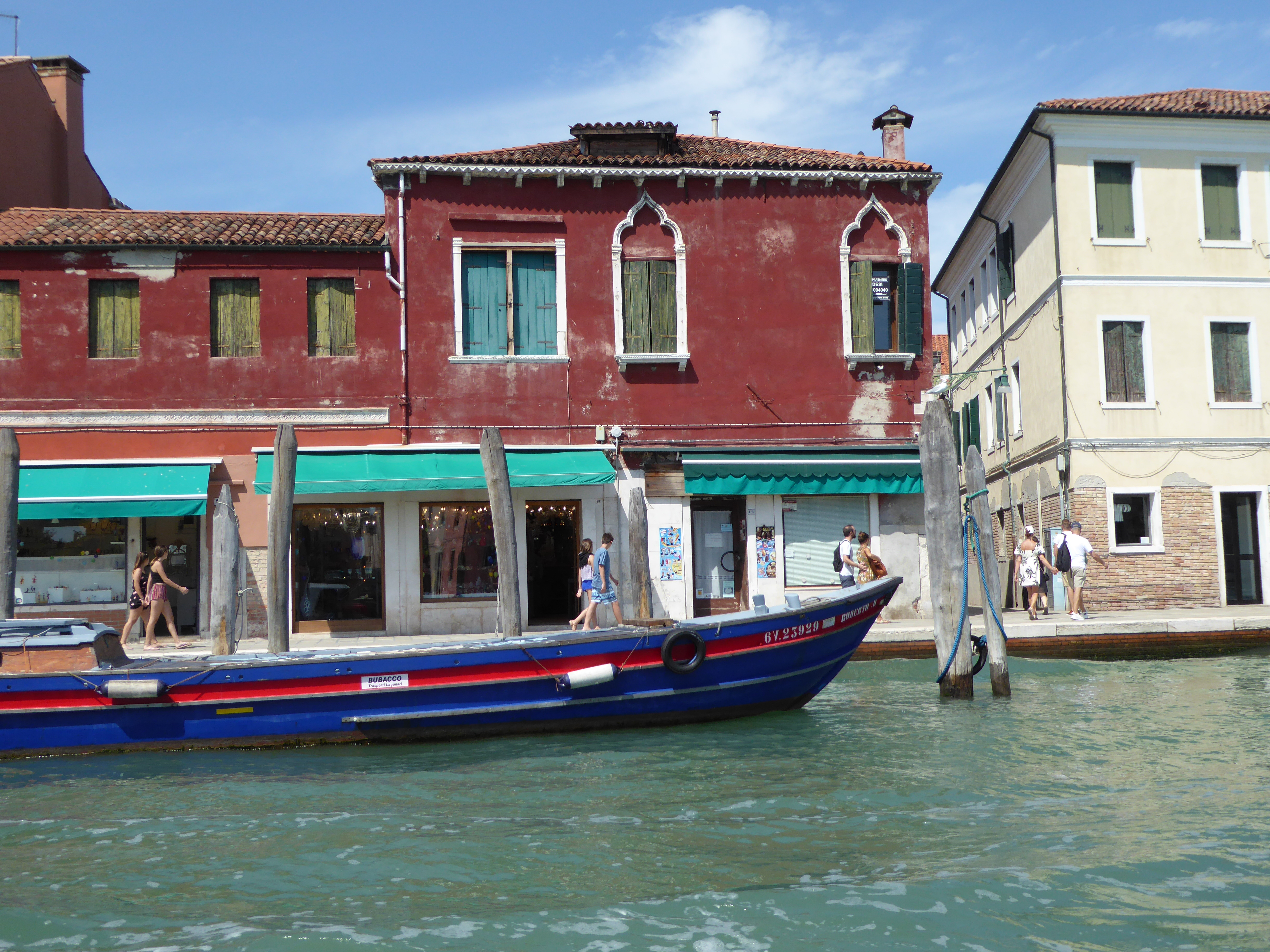
Riva Longa - palazzetto XVe siècle
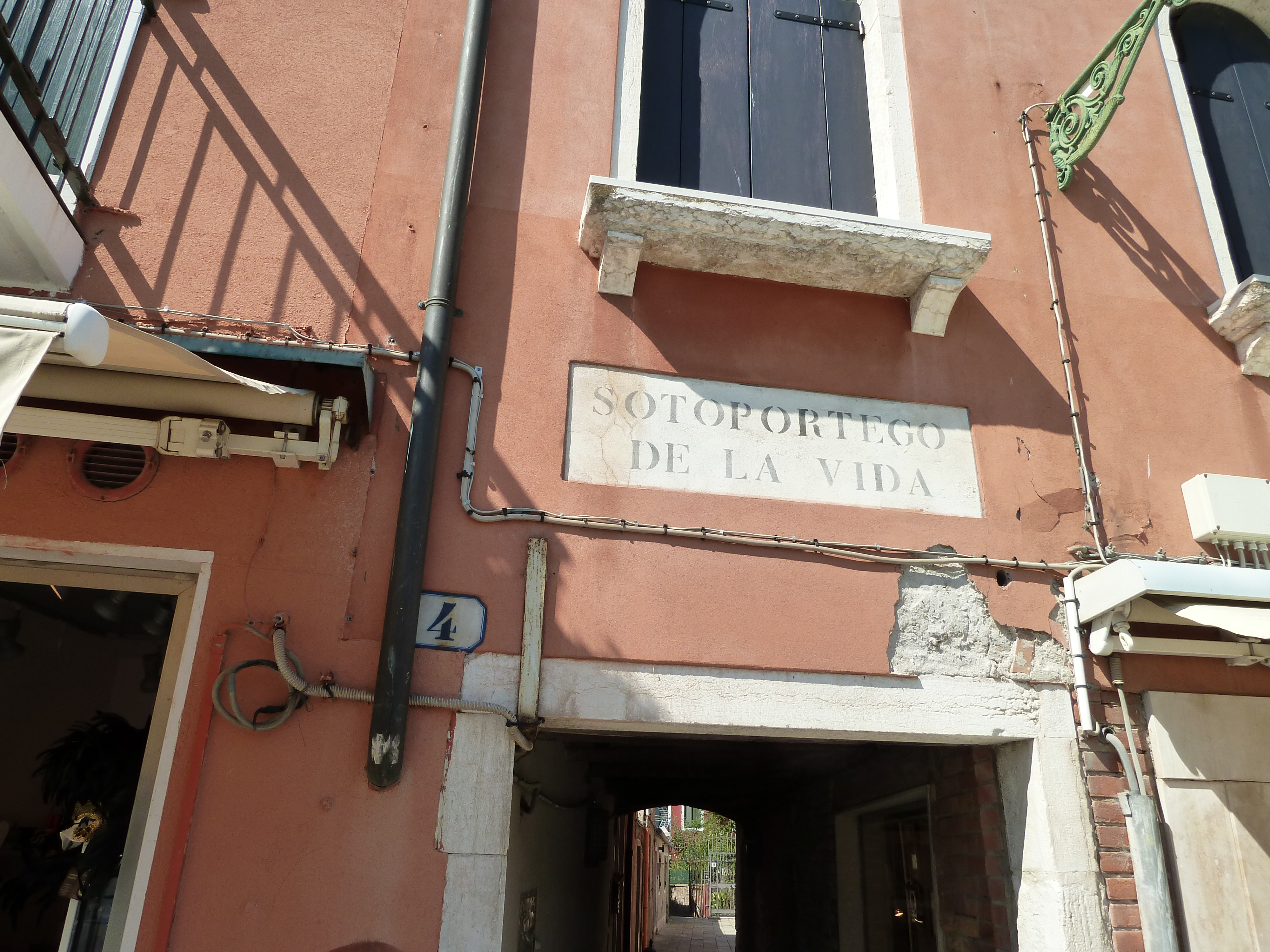
Riva Longa - casino Pisani XVIIe siècle

### Canale degli Angeli

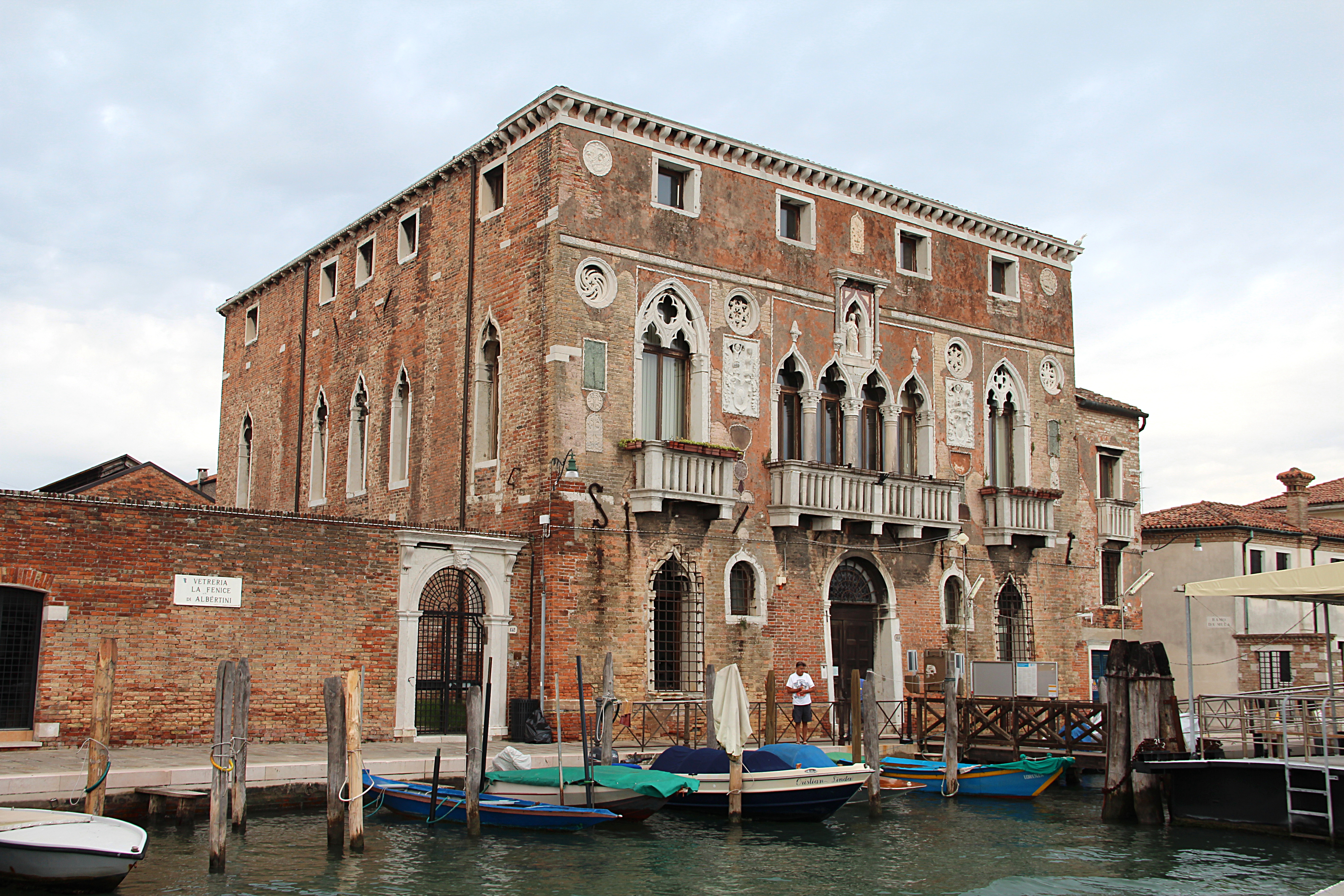
Ca' da Mula XVe siècle
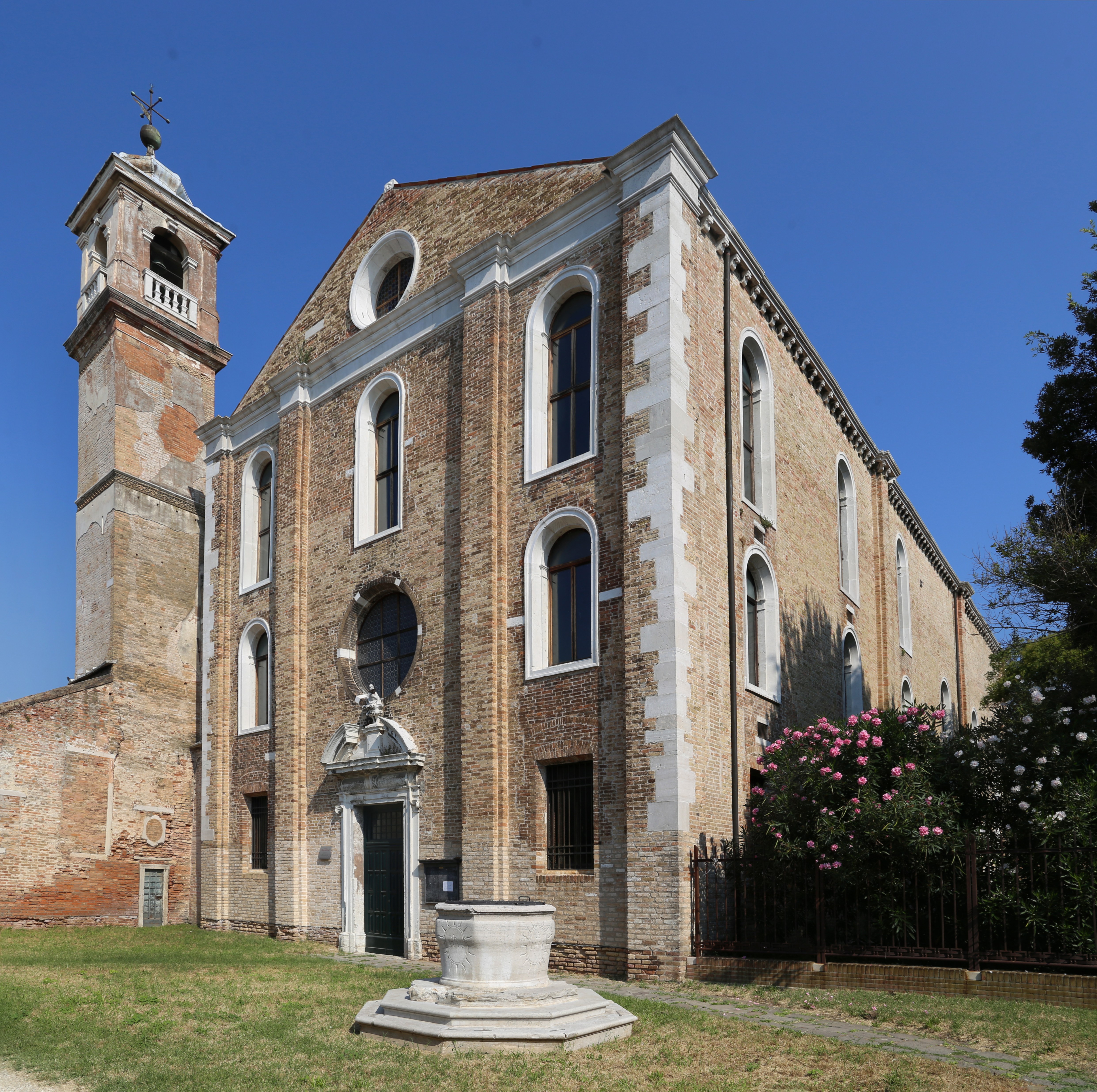
Santa Maria degli Angeli (1188-1529)
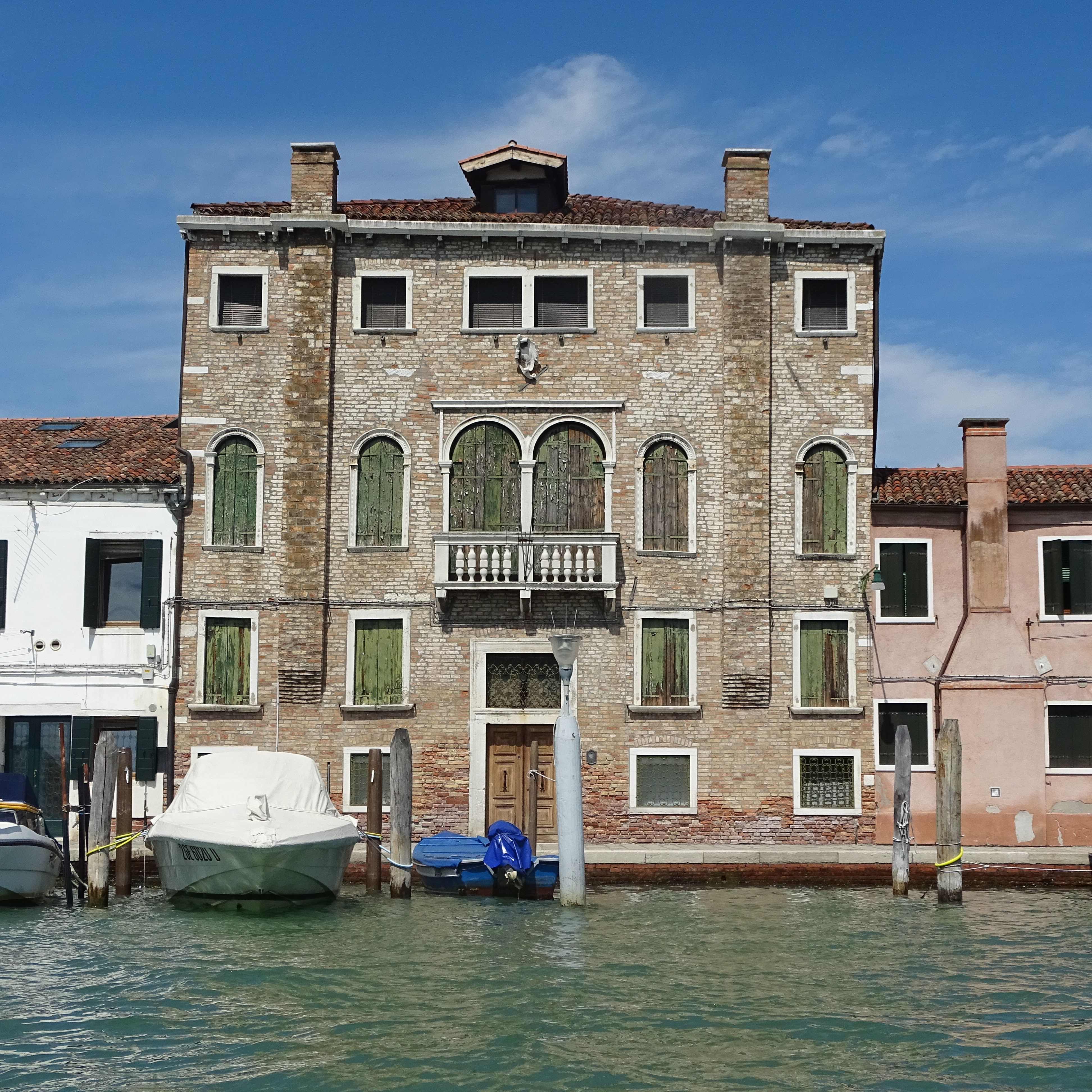
Ca' Correr Grimani XVIe siècle
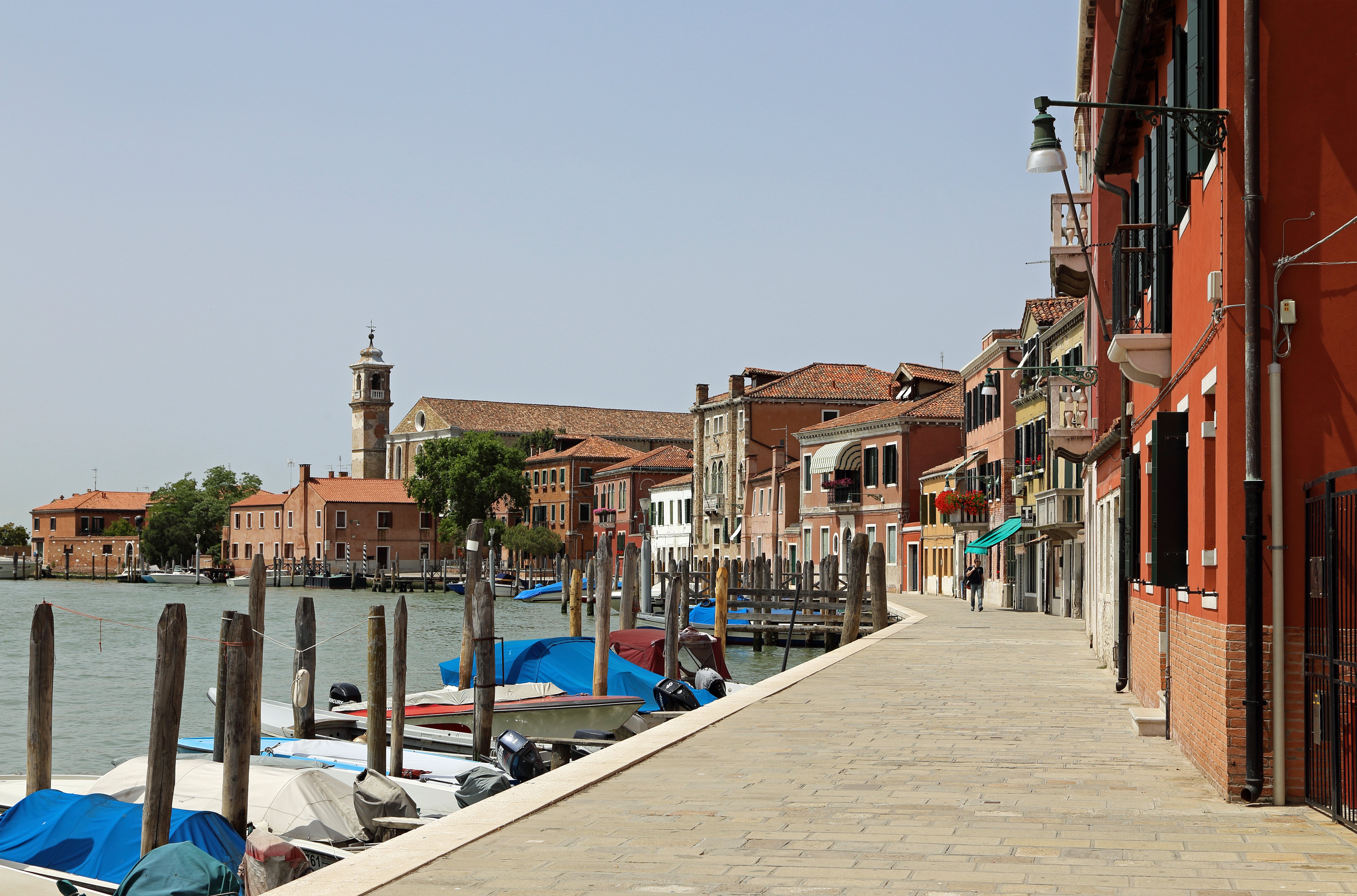
Fondamenta Venier - vue d'ensemble

## Ponts
Le Grand Canal est traversé par un seul pont, le Ponte Lungo (ou ponte Vivarini), reliant les fondamenta Da Mula et dei Vetrai au sud avec les fondamenta Venier et Cavour au nord.
En 1866, il a été construit en fer avec un étage de piétinement en bois et constitué d'une arcade unique à arc surbaissé, avec deux rampes en murage posées sur les fondations. Il a bénéficié, dans les années 1980, d'un rehaussement de la structure métallique, pour permettre le passage les bateaux de navigation publique.

## Transport par bateau Vaporetto
Le Grand Canal est parcouru par une ligne régulière de transports en commun par bateau (vaporetto), dont les haltes sont : 
- Murano Venier, Murano da Mula, Murano Museo, Murano Navagero.